# コトラス
座標: 北緯61度15分 東経46度39分 / 北緯61.250度 東経46.650度

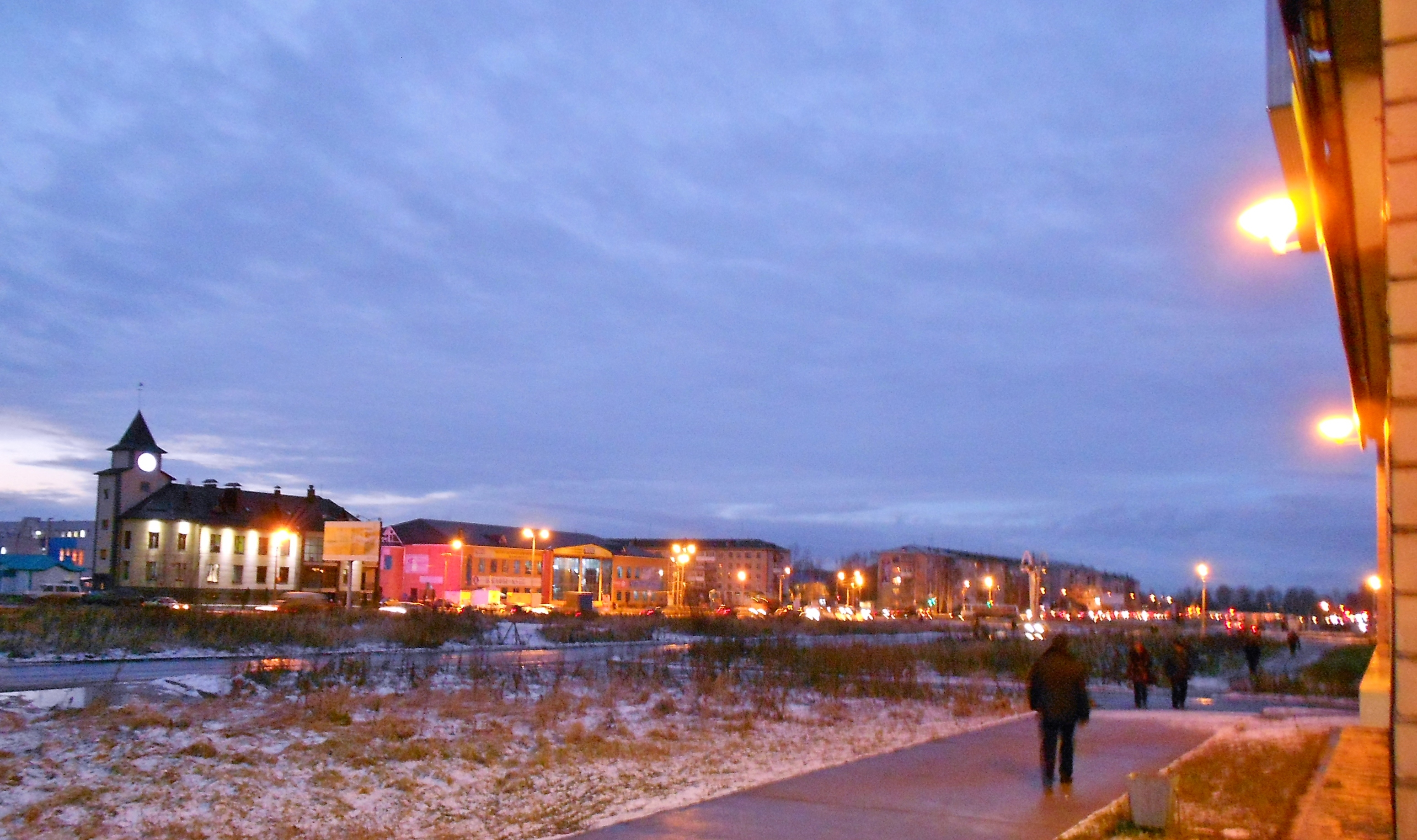

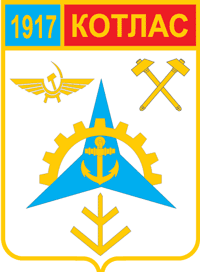

コトラス（コートラス；ロシア語:Котласコートラス；ラテン文字転写:Kotlas）は、ロシア連邦アルハンゲリスク州南部の河港都市である。人口は5万6093人（2021年）。
州都のアルハンゲリスクの南約600km。町の北西部でヴィチェグダ川が北ドヴィナ川に合流する。
ロシア最大の製紙工場があるほか、広大なタイガ地帯を基礎とした木材加工が盛ん。
1917年に都市として登録された。1930年代に建設された強制収容所が1953年まで機能し、スターリン時代には多くの人々が送り込まれた。
サバティア航空のハブ空港であるコトラス空港があり、コミ共和国へ通じる鉄道のターミナルがある。

## 姉妹都市
- ウォーターヴィル（アメリカ合衆国メーン州）
- タルヌフ（ポーランドマウォポルスカ県）
- バフチサライ（ロシアクリミア共和国）